# Gare d'Orchamps
La gare d'Orchamps est une gare ferroviaire française de la ligne de Dole-Ville à Belfort. Elle est située sur le territoire de la commune d'Orchamps dans le département du Jura, en région Bourgogne-Franche-Comté.
C'est une halte de la Société nationale des chemins de fer français (SNCF).

## Situation ferroviaire
Établie à 243 mètres d'altitude, la gare d'Orchamps est située au point kilométrique (PK) 375,685 de la ligne de Dole-Ville à Belfort, entre les gares ouvertes de Dole-Ville et de Ranchot.

## Fréquentation
De 2015 à 2023, selon les estimations de la SNCF, la fréquentation annuelle de la gare s'élève aux nombres indiqués dans le tableau ci-dessous.
| Année     | 2015   | 2016   | 2017   | 2018   | 2019   | 2020   | 2021   | 2022   | 2023   |
| --------- | ------ | ------ | ------ | ------ | ------ | ------ | ------ | ------ | ------ |
| Voyageurs | 49 207 | 53 077 | 54 095 | 46 845 | 44 978 | 47 320 | 56 700 | 64 574 | 59 907 |

## Service des voyageurs

### Accueil
La gare est équipée de distributeurs de titres de transport régionaux, installés sur les quais, ainsi que d'un abri voyageur

### Desserte
Cette halte est desservie par des TER Bourgogne-Franche-Comté, effectuant la liaison Besançon – Dijon.